# Carmine Monaco
Carmine Monaco (Napoli, 27 maggio 1991) è un attore italiano.

## Biografia
Figlio di un disoccupato e di una casalinga, è cresciuto nei Quartieri Spagnoli a Napoli, come dichiarato da lui stesso in un'intervista a la Repubblica. Si è avvicinato al cinema grazie all'associazione Socialmente pericolosi e ha poi incontrato Gaetano Di Vaio, produttore della società Figli del Bronx, con il quale ha girato prima il documentario Largo Baracche e poi il film Take Five.
Ai provini di Gomorra - La serie viene scelto per interpretare il ruolo di 'O Track. Il suo personaggio era destinato a morire in una prima ipotesi di sceneggiatura, ma l'interpretazione di Monaco ha poi convinto il regista Stefano Sollima a ripensarci.

## Filmografia

### Cinema
- Largo Baracche, regia di Gaetano Di Vaio (2014)
- Take Five, regia di Guido Lombardi (2014)
- Noi e la Giulia, regia di Edoardo Leo (2015)
- Falchi, regia di Toni D'Angelo (2017)
- Gomorroide, regia de I Ditelo Voi (2017)

### Televisione
- Gomorra - La serie – serie TV, 16 episodi (2014-2016)
- Squadra mobile – serie TV (2015)
- I bastardi di Pizzofalcone - Terza serie, regia di Monica Vullo – serie TV, episodio 5 (2021)